# Société libre d'émulation
La Société libre d'Émulation de Liège, a été fondée en 1779 pour encourager le goût des arts, des lettres et des sciences par le prince-évêque François-Charles de Velbruck, esprit émancipé, qui se montre favorable aux philosophes et laisse se répandre la philosophie des Lumières.

## Historique
La Société libre d’Émulation de Liège (SLE) fut fondée en 1779, tout comme la Société littéraire de Liège, par François-Charles de Velbrück, Prince-Évêque de Liège, en vue de promouvoir les Arts, les Lettres et les Sciences auprès du plus grand nombre dans la Principauté de Liège, une idée venue tout droit de l’esprit des Lumières. L'abbé Ramoux participa en 1779 à la fondation de la Société libre d'émulation, dont il devient administrateur et bibliothécaire.
En 1822, les frères Redouté en deviennent membres.
La Société a vécu des destins divers. Durant 10 ans, elle grandit rapidement jusqu’à compter 600 membres. La Révolution française et ses conséquences à Liège vont la frapper une première fois. En 1809, avec la période impériale, la SLE relance ses activités et, pendant ses 135 premières années d’existence, elle accompagne la prospérité de la ville jusqu'au massacre du 20 août 1914, lorsque ses bâtiments sont entièrement détruits par les soldats allemands qui venaient de prendre la ville et d’assassiner 17 personnes sans jugement. Elle perd tout, ses locaux sont anéantis, sa très riche bibliothèque et l’ensemble de ses collections incendiés. Ruinée, il faudra attendre 1930 pour que ses activités puissent se relancer grâce à une décision de la Ville de Liège de permettre la reconstruction d’un édifice néo-classique qui sera inauguré lors du 160e anniversaire de la Société en 1939 par le bourgmestre Xavier Neujean (fils).
Les années de la seconde guerre mondiale furent à nouveau difficiles et l’activité ne se relancera vraiment qu’en 1946. À partir de cette époque, une effervescence culturelle renaît dans les domaines de la musique avec des concerts - dont les Concerts de Midi - des concours de virtuoses, du jazz, des ensembles choraux ainsi que des beaux-arts notamment avec l’APIAW, sous l’impulsion des professeurs Marcel Florkin puis Ernest Schoffeniels, mais aussi avec du théâtre, de la danse, des projections cinématographiques, des conférences dans de très nombreux domaines.
Dans les années 1960, l’Université de Liège louera sa grande salle pour y donner des cours. De 1985 à 2004, le Conservatoire royal de Liège s’installe dans le bâtiment de la place du Vingt-Août et les activités de la Société se concentrent dans son bâtiment Renaissance, au no 9 de la rue Charles Magnette.
Reconnue organisme d’éducation permanente depuis 1989 par la Province de Liège et grâce à un contrat-programme auprès de la Ville, la SLE organise dans sa Maison Renaissance et « hors les murs » des expositions, concerts, concours, conférences, colloques et journées scientifiques. À la suite d'une importante rénovation, ses locaux de la place du Vingt-Août sont désormais principalement occupés par le Théâtre de Liège.
La devise originale de la Société libre d’Émulation est : « Utile Dulci ».
Son président est Bernard Rentier depuis avril 2014, recteur honoraire de l’Université de Liège.

## Membres illustres
- Henri Orban-Rossius, président
- Henri Dewandre, président
- Hyacinthe Dejaer, Secrétaìre Général (1817/1818)
- Jean-Nicolas Bassenge, membre
- Léonard Defrance
- Hubert Sarton
- Henri-Joseph Redouté
- Pierre-Joseph Redouté
- André Grétry